# Isole Salomone ai Giochi olimpici
Le Isole Salomone hanno debuttato ai Giochi olimpici nel 1984 e da allora hanno partecipato a tutte le edizioni estive dei Giochi; non hanno invece mai preso parte ai Giochi olimpici invernali.
I suoi atleti non hanno mai vinto alcuna medaglia.
Il Comitato Olimpico Nazionale delle Isole Salomone, fondato nel 1983, è stato riconosciuto dal CIO nello stesso anno.

## Medaglie alle Olimpiadi estive
| Giochi              | Oro | Argento | Bronzo | Totale |
| ------------------- | --- | ------- | ------ | ------ |
| Los Angeles 1984    | 0   | 0       | 0      | 0      |
| Seul 1988           | 0   | 0       | 0      | 0      |
| Barcellona 1992     | 0   | 0       | 0      | 0      |
| Atlanta 1996        | 0   | 0       | 0      | 0      |
| Sydney 2000         | 0   | 0       | 0      | 0      |
| Atene 2004          | 0   | 0       | 0      | 0      |
| Pechino 2008        | 0   | 0       | 0      | 0      |
| Londra 2012         | 0   | 0       | 0      | 0      |
| Rio de Janeiro 2016 | 0   | 0       | 0      | 0      |
| Tokyo 2020          | 0   | 0       | 0      | 0      |
| Parigi 2024         | 0   | 0       | 0      | 0      |
| Totale              | 0   | 0       | 0      | 0      |